# Midland (Virginia)
Midland es un lugar designado por el censo situado en el condado de Fauquier, Virginia  (Estados Unidos). Según el censo de 2010 tenía una población de 218 habitantes.
Forma parte del área metropolitana de Washington D. C.

## Demografía
Según el censo de 2010, Midland tenía una población en la que el 87,2% eran blancos; el 9,2% afroamericanos; el 0,0% eran indios americanos y nativos de Alaska; el 0,9% eran asiáticos; el 0,0% hawaianos y otros isleños del Pacífico; el 2,8% de otra raza, y el 0,0% a partir de dos o más razas. El 11,0% del total de la población eran hispanos o latinos de cualquier raza.